# Гамбург-Зюльдорф
Зюльдорф (нім. Sülldorf) — частина району Альтона вільного та ганзейського міста Гамбург. Місцевість межує на заході з Ріссеном, на півночі з Шенефельдом (округ Піннеберг) у Шлезвіг-Гольштейні, на півдні з Бланкенезе та на сході з Ізерброком.